# Бепци
Бепци (енгл. Rugrats) је америчка анимирана телевизијска серија чији су творци Арлин Класки, Габор Чупо и Пол Џермејн за канал Nickelodeon. Серија се фокусира на групу беба, највише — Томи, Чаки, близанце Фил и Лил и Анђелику — и њихове свакодневне животе, обично укључују животна искуства која у маштама главних ликова постају много веће авантуре.
У Србији је серија приказивана 2003. године на Б92, синхронизована на српски језик. Синхронизацију је радио студио Б92.